# إرلاند كوش
إرلاند كوش هو لاعب رماية سويدي، ولد في 4 يوليو 1913 في Munkedal ‏ في السويد، وتوفي في 5 مارس 1972 في ستوكهولم في السويد.

## وصلات خارجية
- إرلاند كوش على موقع أوليمبيديا (الإنجليزية)
- إرلاند كوش على موقع اللجنة الأولمبية السويدية (السويدية)